# Psyllinsäure
Psyllinsäure ist eine langkettige, gesättigte Fettsäure mit ungeradzahliger Kohlenstoffzahl. Die Alkansäure zählt zur Gruppe der Wachssäuren.
Die seltene Fettsäure kommt in Insektenwachsen, im Wachs von Wachsschildläusen, in der Propolis von Bienen und Hummeln und in wenigen Pflanzen vor. Ihr Trivialname leitet sich vom Erlenblattfloh (Psylla alni) ab.